# Ponera swezeyi
Ponera swezeyi är en myrart som först beskrevs av Wheeler 1933.  Ponera swezeyi ingår i släktet Ponera och familjen myror. Inga underarter finns listade i Catalogue of Life.

## Bildgalleri

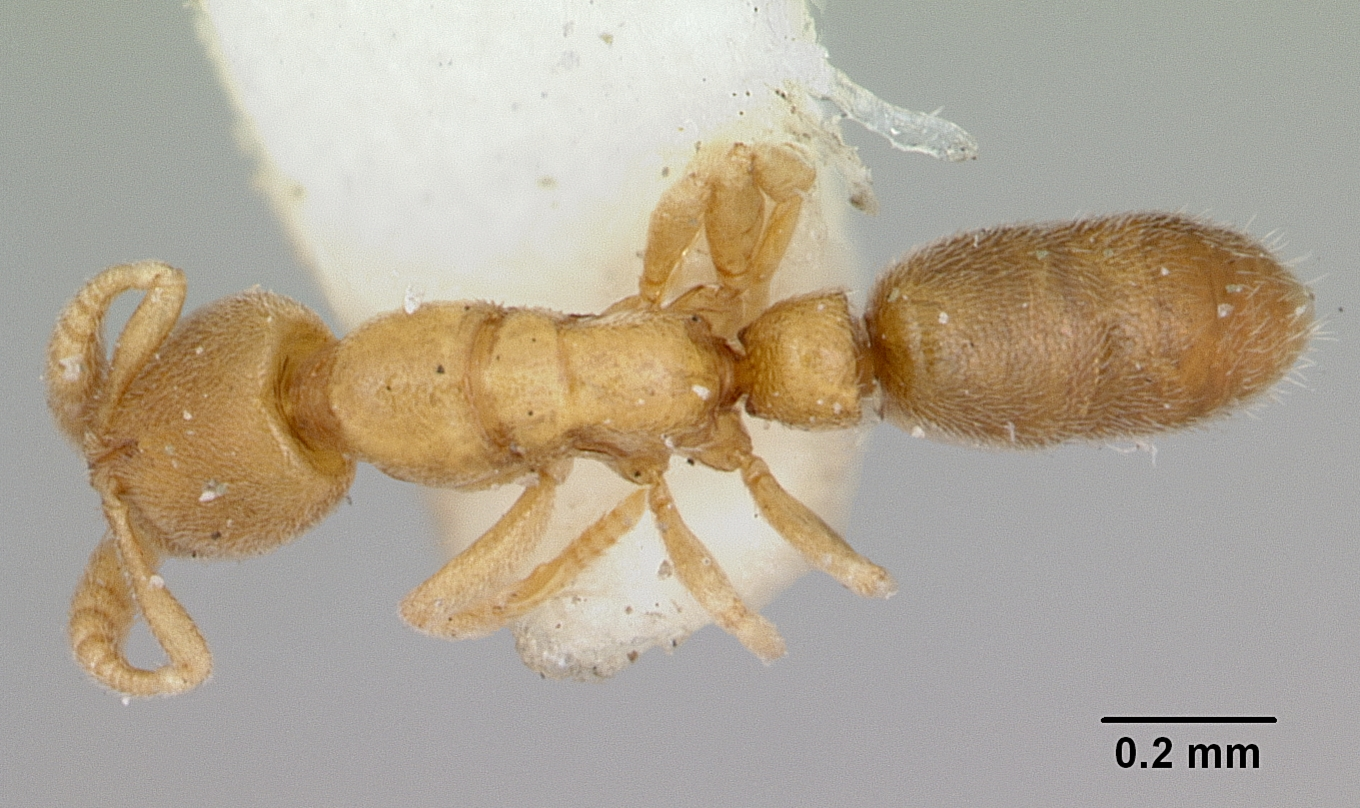
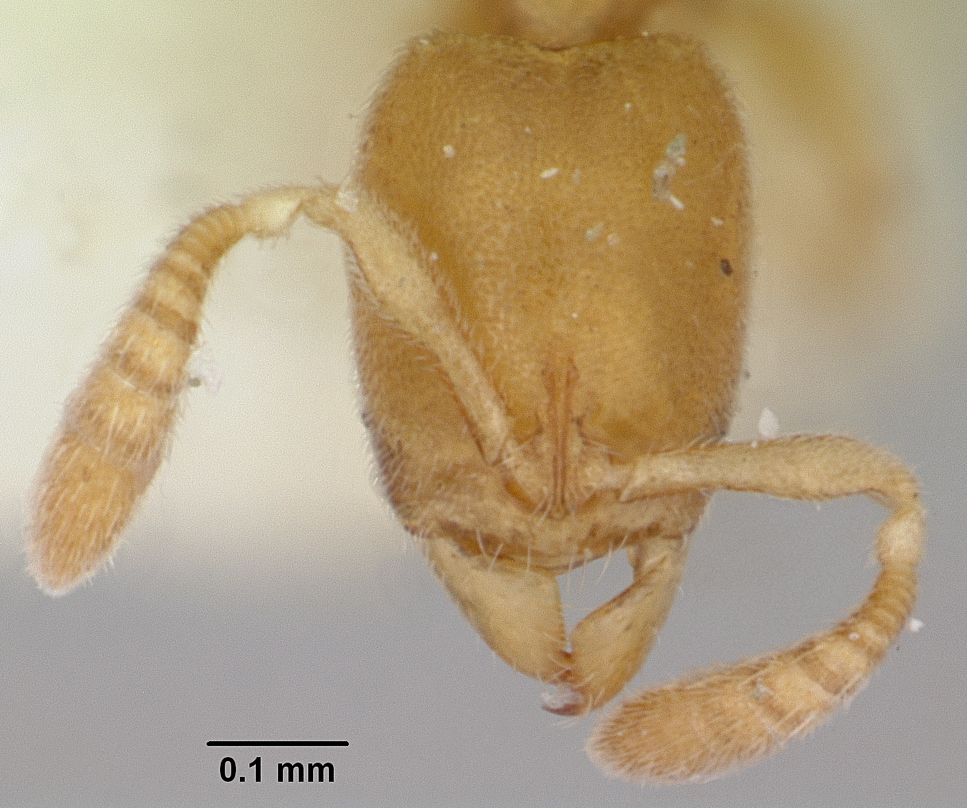
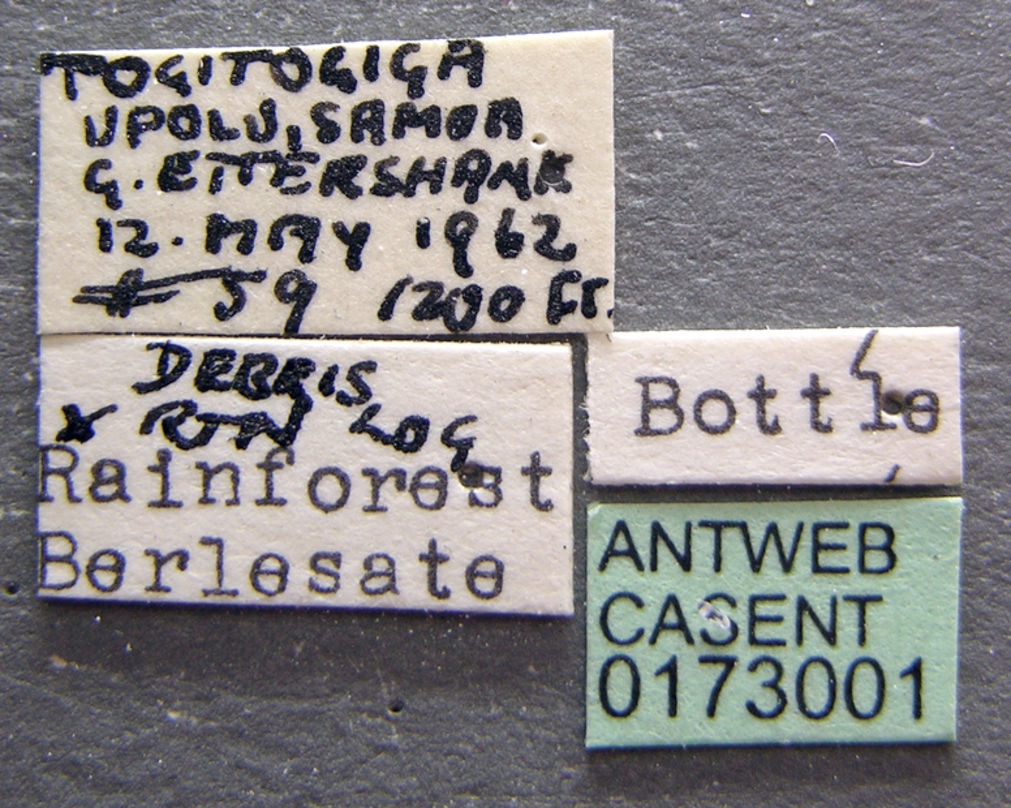
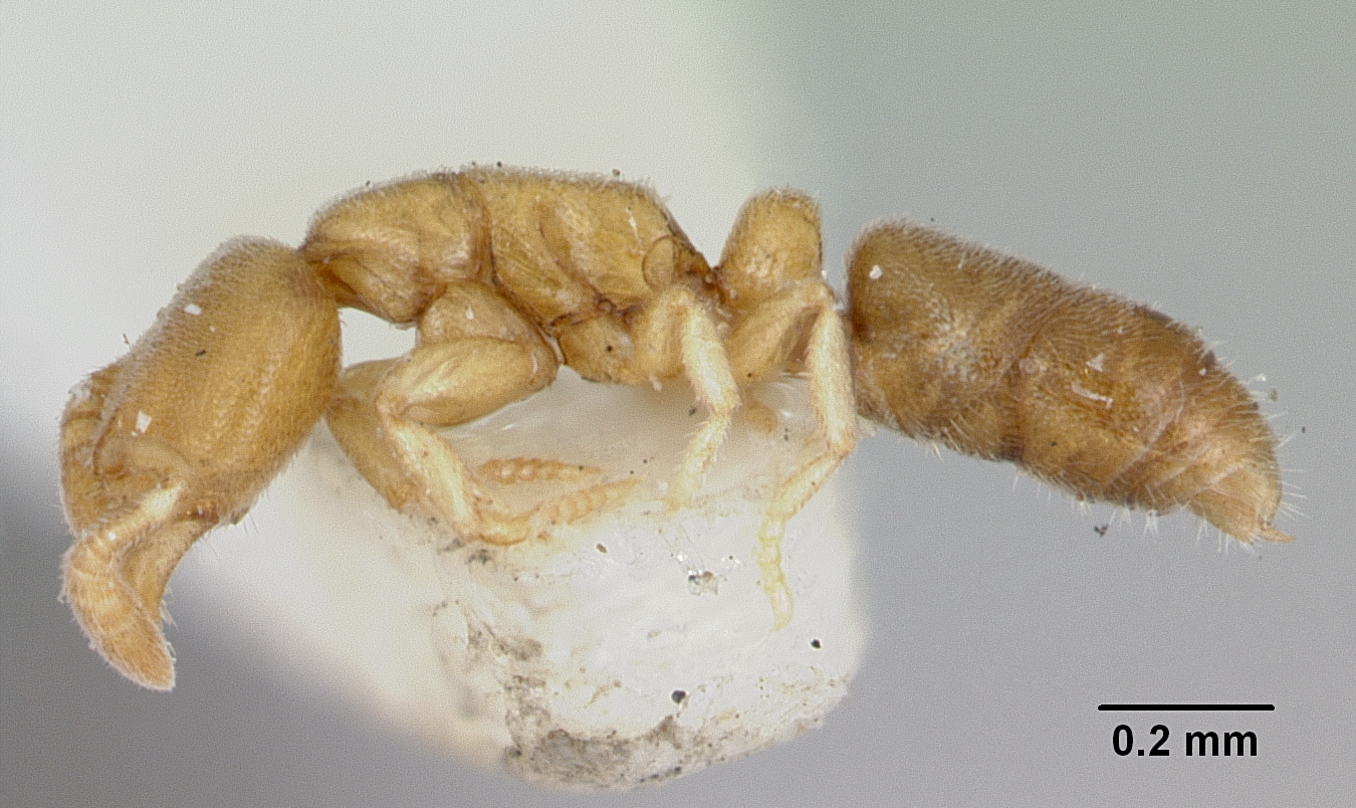
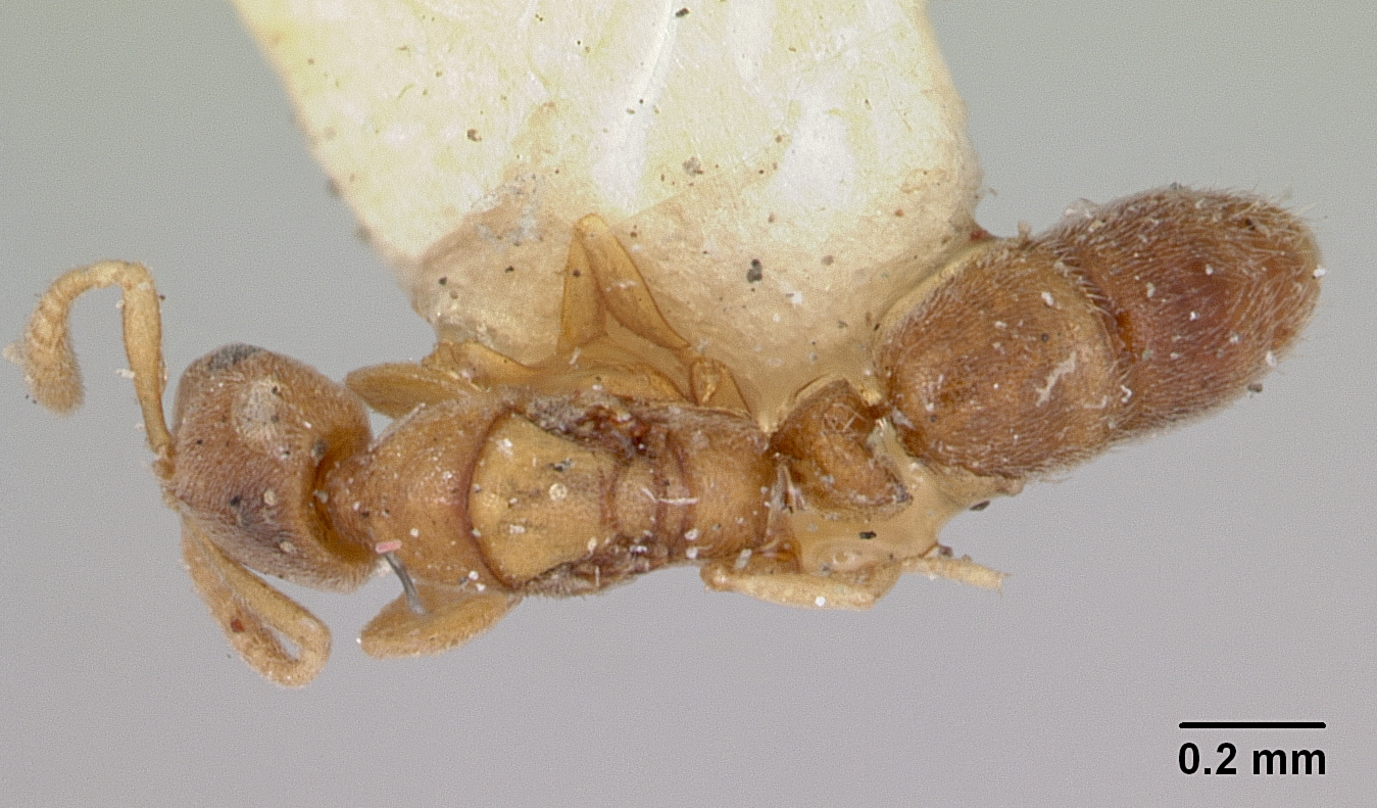
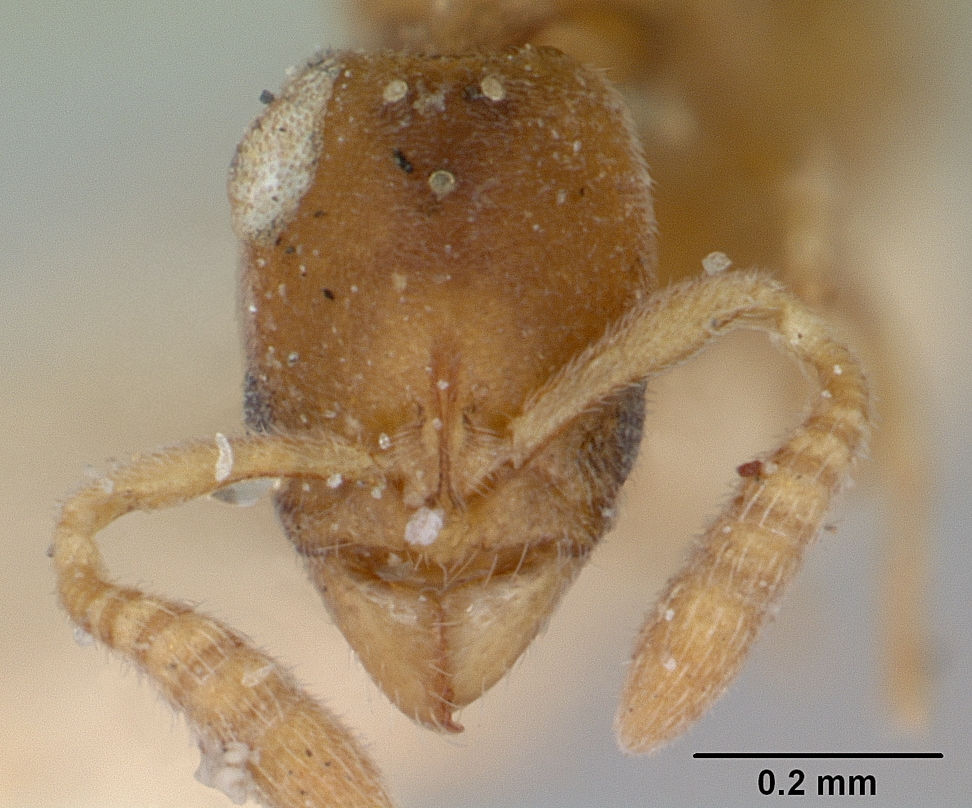